# Jean-Baptiste Alphonse Karr
Jean-Baptiste Alphonse Karr (Paris, 24 de novembro de 1808 – Saint-Raphaël 29 de setembro de 1890) foi um crítico, jornalista e romancista francês. Estudou no Collège Borbon mas, por razões de subsistência, foi obrigado a interromper os estudos e empregar-se como professor auxiliar. Em 1832, publicou seu primeiro romance, Sous les tilleuls, e, em consequência do êxito do livro, decidiu dedicar-se à literatura. Algumas das suas obras encontram-se traduzidas em português.
Colaborador de periódicos como Le Figaro, fundou também seu próprio jornal, o satírico Les Guêpes. Em seus artigos criou aforismos citados até hoje, como Plus ça change et plus c’est la même chose ("Quanto mais as coisas mudam, mais permanecem as mesmas"), de 1849, que é também o título de um opúsculo publicado por Karr em 1871.

## Obras
Jean-Baptiste Karr deixou uma vasta obra, onde se destacam alguns títulos:
- Une heure trop tard, 1833
- Fadièze, 1834
- Vendredi soir, 1835
- Le chemin plus court, 1836
- Einerley, 1838
- Geneviève, 1838
- Clotilde, 1839
- Am Rauchen, 1842

## Legado
Sua história curta Les Willis foi a base da ópera de Giacomo Puccini intitulada Le Villi (1884).